# Dipnous
Els dipnous (Dipnoi, gr. ‘dues respiracions’) són una subclasse de peixos sarcopterigis proveïts d'un principi de pulmó derivat de la bufeta natatòria, per la qual cosa es coneixen com a peixos pulmonats. Estan emparentats amb el ancestres devonians dels amfibis. Els seus orígens evolutius rauen en l'antic supercontinent de Gondwana.
Alguns utilitzen els pulmons per a respirar, d'altres només en cas d'emergència quan s'asseca el seu medi. En aquest cas poden estivar enterrant-se en els fons lacustres i envoltant el cos d'una coberta mucosa fins que el medi torni a tenir aigua suficient.
Actualment els dipnous estan reduïts a només tres gèneres: Lepidosiren, d'Amèrica del Sud, Neoceradotus, d'Austràlia, i Protopterus, un dels peixos d'aigua dolça més grossos de l'Àfrica. Neoceratodus pot arribar a fer fins a 1,8 m. S'han trobat fòssils dels seus parents del gènere extint Ceratodus, datats al Mesozoic i escampats globalment.

## Taxonomia
La taxonomia d'aquests peixos presenta algunes dificultats a causa de la seva semblança tant amb peixos com amb amfibis, i han estat classificats en una gran varietat de formes, des de la classe Dipnoi, passant per la infraclasse Dipnomorpha, fins a l'ordre Dipteriformes. Tot i això, i ha una acceptació general que hi ha dues principals categories, aquí donades com a ordres:
- Ceratodontiformes: caracteritzat per tenir aletes amples i un pulmó imparell.
  - Família Ceratodontidae,
    - Gènere Neoceratodus
      - Neoceratodus forsteri - Peix pulmonat de Queensland
- Lepidosireniformes: caracteritzats per tenir aletes primes i pulmons parells.
  - Família Lepidosirenidae
    - Gènere Lepidosiren
      - Lepidosiren paradoxa - Peix pulmonat sud-americà.

  - Família Protopteridae
    - Gènere Protopterus
      - Protopterus aethiopicus - Peix pulmonat ratllat
      - Protopterus amphibius - Peix pulmonat est-africà
      - Protopterus annectens - Peix pulmonat africà
      - Protopterus dolloi - Peix pulmonat prim